# Awash Nationalpark
Awash Nationalpark er en nationalpark der ligger i Etiopien,  på grænsen mellem regionerne Oromia og Afar og har et område på 756 kvadratkilometer, hvoraf det meste ligger i en højde af 900 moh. Parken strækker sig over den sydlige spids af Afar-regionen og det nordøstlige hjørne af East Shewa Zone i Oromia og ligger 225 kilometer øst for Addis Abeba (og et par kilometer vest for byen Awash og øst for byen Metehara).
Nationalparken er kendt for en rig biodiversitet.
Regionen er præget af et nedbørsmønster, med en regntid efterfulgt af en dominerende tørtid, der kan vare op til 10 måneder.

## Historie
Awash Nationalpark blev etableret i 1966, selvom loven, der godkendte dens oprettelse, først blev fuldt vedtaget tre år senere. Ved etableringen af parken, er det indfødte Karayyu Oromo-folks levebrød blevet truet, hvilket er i modstrid med den etiopiske regerings oprindelige intention om, at disse etableringer skulle tjene til gavn for lokalbefolkningen.

## Geografi
Langs den sydlige grænse ved Awash-floden ligger Awash Nationalpark med  akacieskov og græsarealer. Motorvejen Addis Abeba - Dire Dawa passerer gennem parken og adskiller Illala Saha-sletten mod syd fra Kududalen mod nord. Længere syd for parken findes fantastiske vandfald såsom Awashvandfaldene. I den øvre Kududal ved Filwoha findes varme kilder blandt palmelunde, der trives ved flodlejet. Parken er hjemsted for Mount Fentale, en sovende stratovulkan, der ligger i den vestlige del af Awash Nationalpark i en højde af 2.007 meter over havets overflade.

## Økologi

### Flora
Awash Nationalparks vegetation er klassificeret i fire økosystemer: tørre akacie- skovområder, tornede buskområder, græsningssavanner og forskellige flod-vådområder. Doumpalmer og ørken-dadeltræer findes spredt over Filwoha- og Doha-områderne, som giver en passende niche for alle pattedyr-, fugle- og krybdyrarter.

### Fauna
Awash Nationalpark er hjemsted for mere end 81 arter af pattedyr og 43 arter af krybdyr. Dyr som elefanter, næsehorn, zebraer og Cape-bøfler har engang været til stede, men er nu udryddet på grund af jagt, bestandsnedgang og tab af levesteder.
Parken huser også 453 arter af indfødte fugle, bl.a. somaliske strudse, øregribbe, hvidbugede larmfugle og topfrancoliner.